# 巴纳里
巴纳里（義大利語：Banari），是意大利萨萨里省的一个市镇。总面积21.27平方公里，人口617人，人口密度29.0人/平方公里（2009年）。ISTAT代码为090007。